# Bronzes dorés de Cartoceto di Pergola
Les bronzes dorés de Cartoceto di Pergola sont le seul groupe monumental équestre en bronze doré de la civilisation romaine qui se soit conservé jusqu’à nos jours. Il est composé de deux chevaliers (de l’un desquels il ne reste que peu de fragments), deux chevaux et deux femmes debout.

## Découverte
Quelques centaines de fragments en bronze doré, pesant plusieurs centaines de kilos, furent découverts par hasard entre juin et juillet 1946 à Santa Lucia di Calamello, dans la paroisse de Cartoceto di Pergola (province de Pesaro et Urbino), un village des Marches, en Italie. La découverte fut signalée par le chanoine Giovanni Vernarecci, qui était à l’époque inspecteur archéologique de Fossombrone. Grâce à son témoignage dactylographié, nous connaissons les circonstances fortuites de la découverte et de son exécution en urgence. La récupération des pièces a été effectuée par Vernarecci et Nereo Alfieri, inspecteur de la Soprintendenza alle antichità delle Marche (Direction des antiquités des Marches).
La restauration a été accomplie en plusieurs phases entre 1949 et 1988 et a permis de recomposer les 318 fragments en quatre personnages, dont deux masculins montés et deux féminins debout.

## Emplacement originel
Le groupe a été découvert en dehors d’un contexte urbain, pas très loin de l’intersection de la via Flaminia et de la via Salaria Gallica. Le lieu de la découverte, isolé et marginal dans le contexte historique ancien, fait penser que le groupe a été déplacé de son emplacement d'origine et placé dans un dépôt dans l’Antiquité tardive ou au Moyen Âge byzantin ; selon certains, à cause d’une damnatio memoriae. Le lieu de l’emplacement d'origine est toujours douteux. L’hypothèse la plus crédible est que le groupe reposait sur un socle dans le territoire public (peut-être le forum) d’une des villes romaines voisines du lieu de la découverte : Forum Sempronii (Fossombrone), la plus proche, Sentinum (Sassoferrato), où l’existence d'une fonderie de grandes statues est attestée, ou bien Suasa, car de gros fragments d’un cheval semblable en bronze doré, conservés au Walters Art Museum de Baltimore, États-Unis, viennent de cette ville.

## Identifications
Le groupe est composé de deux chevaliers, deux femmes et deux chevaux. Tous les personnages appartenaient apparemment à une même famille de rang sénatorial. L’identification des personnages est douteuse et plusieurs hypothèses se sont succédé. Au début, on identifiait le groupe à la famille impériale des Julio-Claudiens, en datant les statues entre l’an 20 et l’an 30. On interprétait les chevaliers comme les fils de Germanicus (Néron Caesar et Drusus III), les femmes comme Livia Drusilla et Agrippine l'Aînée.
Actuellement, l’hypothèse la plus crédible fait remonter les statues à l’âge de César, entre l’an -50 et l’an -30, et identifie les personnages à des membres d’une prestigieuse famille liée au territoire de la découverte, l’Ager Gallicus. Dans ce cadre historique, les hypothèses sont toujours multiples : les plus importantes voient dans les statues, d’un côté la famille des Domitii Ahenobarbi, de l’autre le couple composée de Marcus Satrius (sénateur et patron de Sentinum) et Lucius Minucius Basilus (un futur assassin de César venant de Cupra Maritima, l’actuelle Cupra Marittima).
Selon une autre hypothèse, le groupe était placé à l’origine dans l’exèdre de l’Héraïon de Samos, et les personnages appartiennent à la famille de Cicéron : cette thèse identifie le chevalier à Cicéron lui-même.
Le chevalier
Le chevalier le mieux conservé est un homme âgé d’environ quarante ans, dont les vêtements (paludamentum et tunique) l’identifient à un militaire de haut rang en temps de paix : cette circonstance est confirmée par le bras droit levé en signe de paix. De l’autre chevalier il ne reste que peu de fragments.
La femme
La femme est représentée d’un âge avancé, et la coiffure hellénistique (typique de la seconde moitié du Ier siècle av. J.-C.) a permis d’attribuer au groupe une date antérieure. La femme est habillée d’une étole et d’une palla. Les personnages féminins aussi présentent un état de conservation divers : tandis qu’une femme est presque entière, de l’autre on n’a trouvé que la partie de la ceinture jusqu’aux pieds.
Les chevaux
Les chevaux sont en marche avec un patte de devant levée. Le poitrail est décoré de triton et néréide, cheval marin et dauphins. Les harnachements sont ornés de phalères métalliques sur lesquelles, en fonction protectrice, apparaissent plusieurs dieux : Jupiter, Vénus, Mars, Junon, Minerve, Mercure.

## Technique et matériaux
La technique de fonte est à la cire perdue indirecte ; l’alliage utilisé est de cuivre avec des traces de plomb. Après la fonte, on a appliqué une dorure à la feuille.

## La querelle
Pour son extraordinaire importance archéologique, le groupe a été objet d’une longue et violente querelle entre la Soprintendenza per i Beni Archeologici delle Marche (Direction des Biens Archéologiques des Marches) et la commune de Pergola pour la prise en garde des statues et leur détention (au Musée archéologique national d’Ancône ou au Musée des bronzes dorés et de la ville de Pergola). La bataille a été résolue par un compromis, selon lequel les bronzes originaux et une copie exacte sont detenus à tour de rôle par les deux musées. Une autre copie représentant les bronzes dans leur splendeur originale est située sur le toit du palais Ferretti (le siège du Musée archéologique national) comme symbole de l’archéologie des Marches.